# Cartosio
Cartosio (piemontesisch Cartòs) ist eine Gemeinde in der italienischen Provinz Alessandria (AL), Region Piemont.

## Lage und Einwohner
Die Gemeinde Cortosio liegt 46 km südwestlich von der Provinzhauptstadt Alessandria entfernt am Fluss Erro, einem Zufluss der Bormida. Das Gemeindegebiet umfasst eine Fläche von 16 km² und hat 710 (Stand 31. Dezember 2023) Einwohner.
Die Nachbargemeinden sind Castelletto d’Erro, Cavatore, Malvicino, Melazzo, Montechiaro d’Acqui, Pareto und Ponzone.

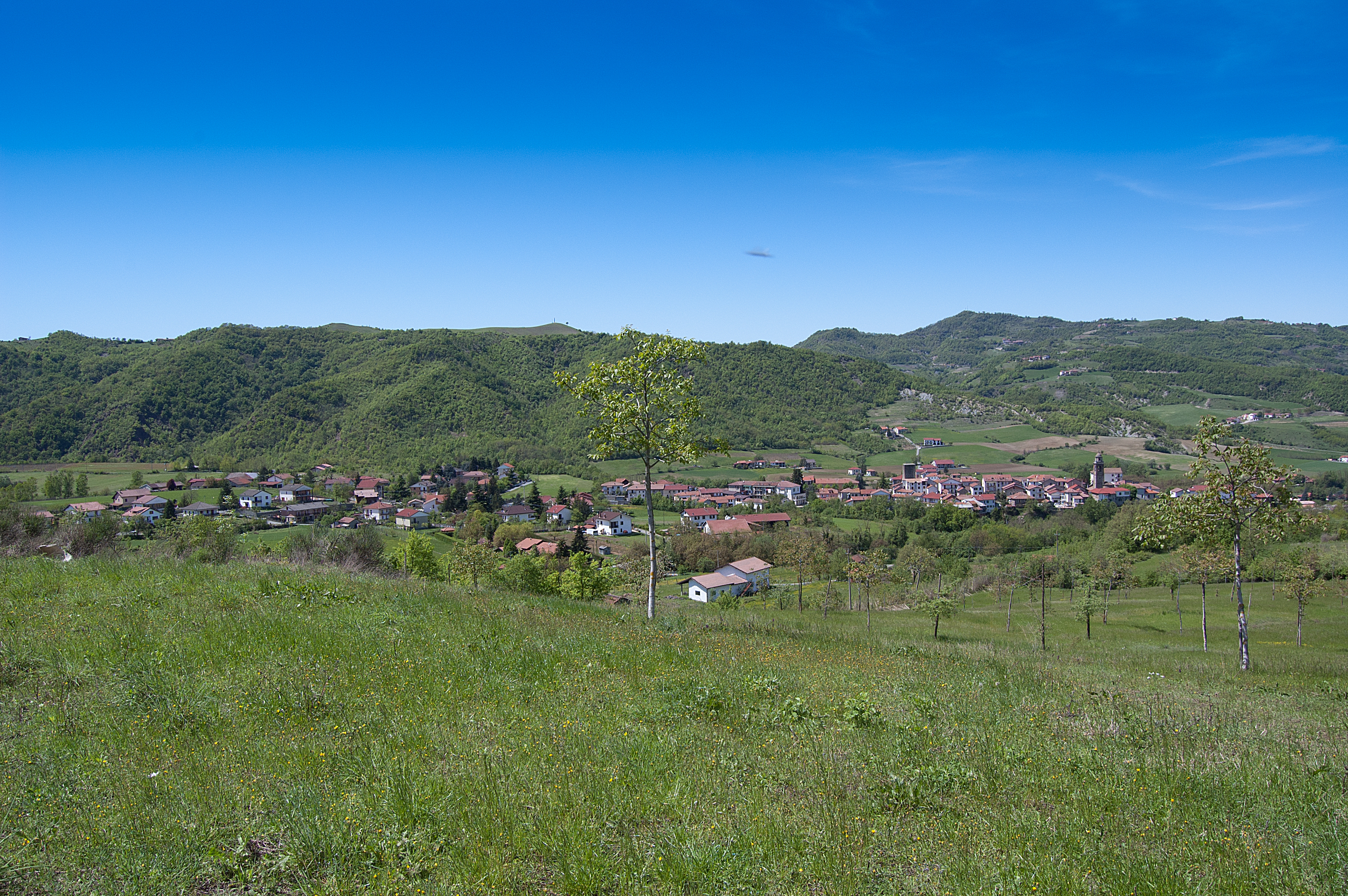
Ansicht von Cortosio

## Geschichte

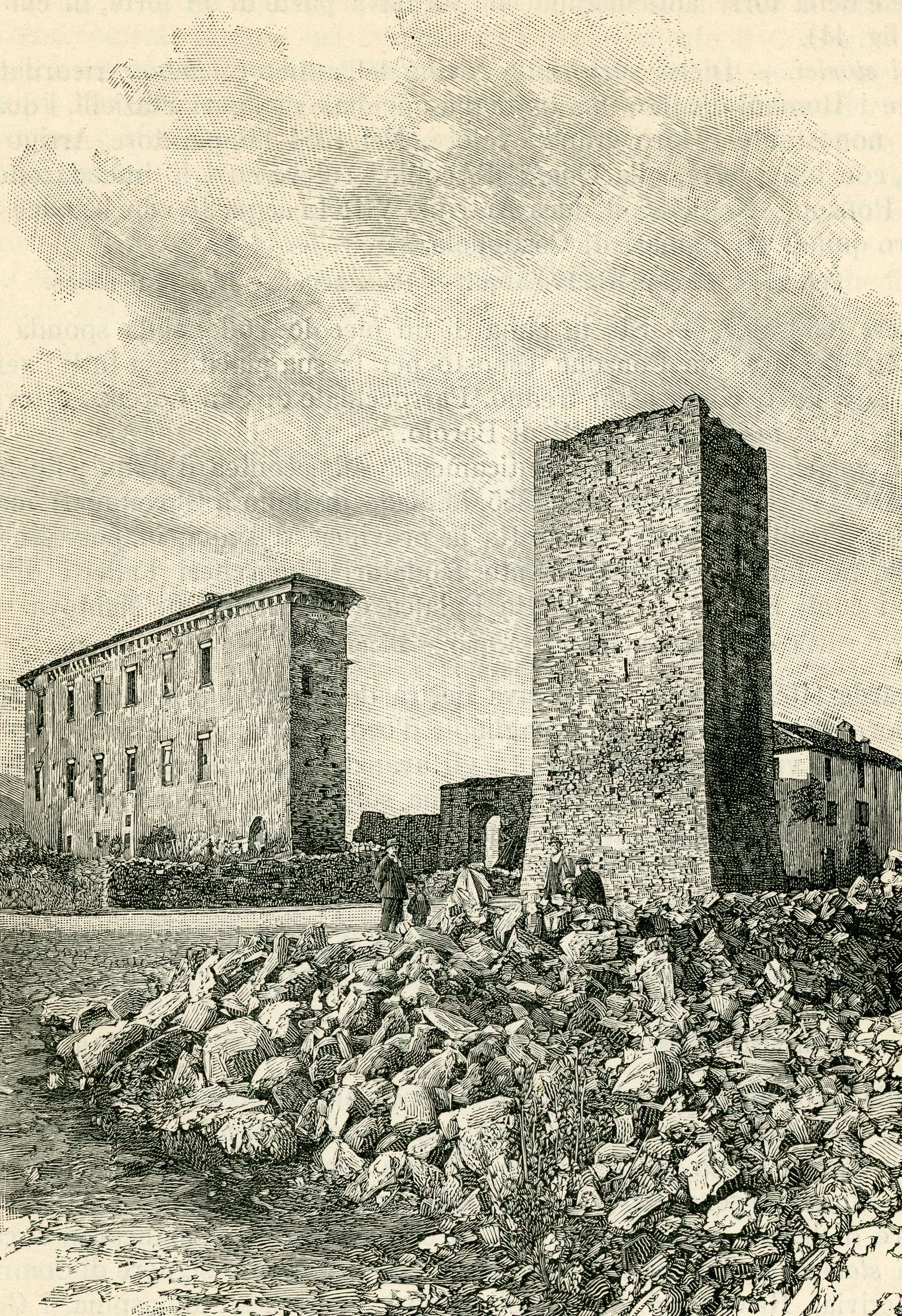
Castello Asinari und der Wehrturm, 1890

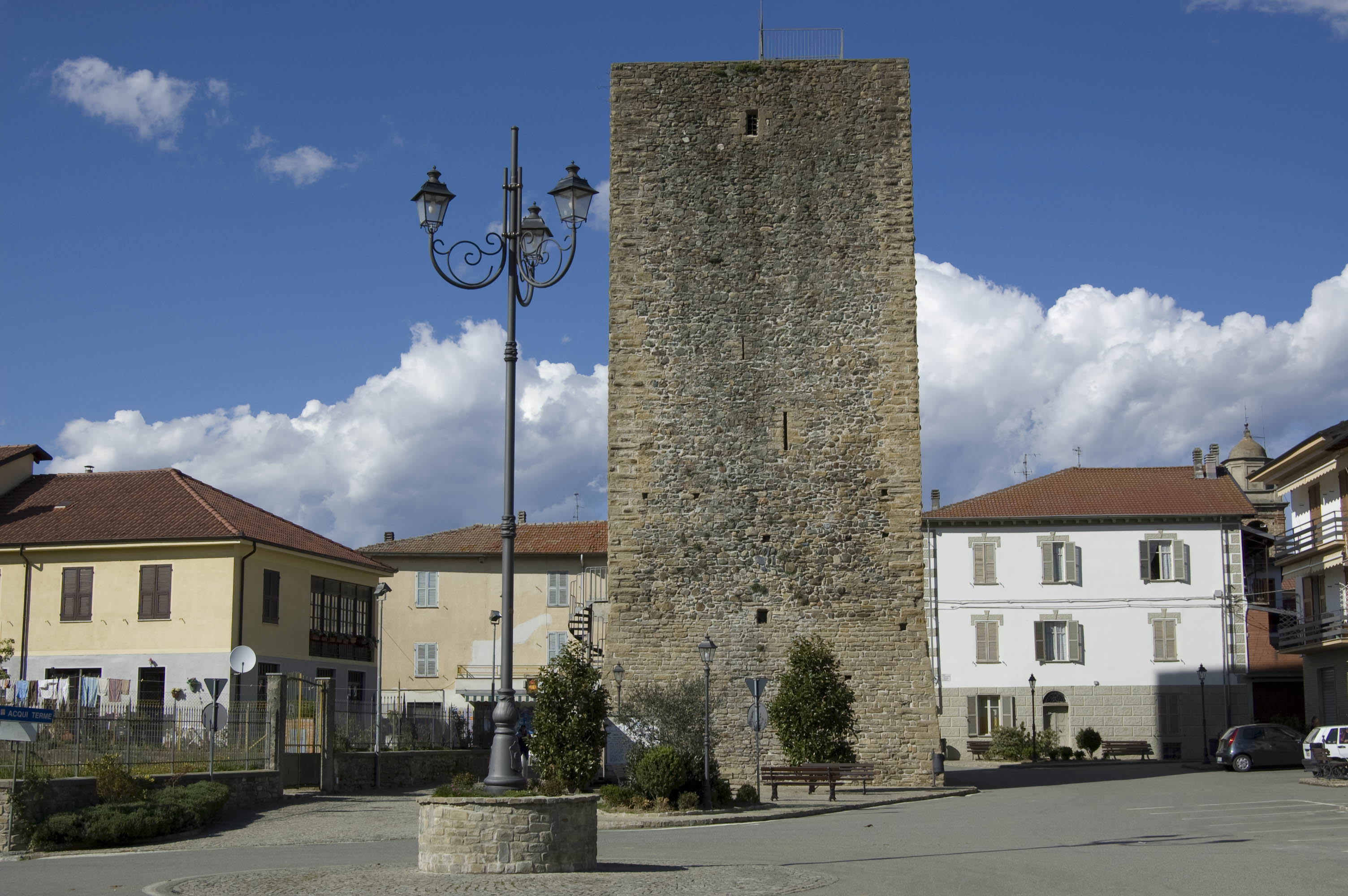
Wehrturm in Cartosio

Die Siedlung war höchstwahrscheinlich ömischen Ursprungs. Im Mittelalter gehörte es dem Acqui-Komitee, bis es 1052 von Kaiser Heinrich III. zusammen mit anderen Vermögenswerten an die Bischöfe von Acqui abgetreten wurde, die bis zu ihrer freiwilligen Schenkung an die Markgrafen von Ponzone Eigentümer waren.
Im Jahr 1218 fiel es unter die Gerichtsbarkeit der Gemeinde Alessandria, bis es, wie die meisten Orte der Gegend, in den Besitz der Markgrafen von Monferrato überging. Im 15. Jahrhundert trat die Familie Savoyen unter der Führung von Amedeo VIII. in Erscheinung, der sie als Lehen der Herrschaft der Familien Carretto und Asinara übertrug.
Das Denkmal „Elica“ (Propeller), das sich an der Stelle befindet, erinnert an das 1940 abgestürzte Militärflugzeug mit italienischen Offizieren an Bord, die auf dem Weg nach Frankreich waren, um mit dem transalpinen Land über Frieden zu verhandeln. Bei den Gefallenen handelte es sich um hochrangige Armeeoffiziere der italienischen Waffenstillstandskommission, unterzeichnet am 24. Juni 1940 in Rom, angeführt von General Pietro Pintor, der zu den Gefallenen gehörte.

## Sehenswürdigkeiten
- Der massive viereckige Turm mit der Zugbrücke, Teil der im 13. Jahrhundert erbauten Burg, die heute fast vollständig zerstört ist. Der Zugang in den Turm ist für die Öffentlichkeit zugänglich.
- Die kleine Kirche Madonna di Pallareto aus dem 16. Jahrhundert mit wertvollen Holzmöbeln und einem der ältesten Votivgemälde der Berggemeinde.
- Die Pfarrkirche Sant'Andrea aus dem 17. Jahrhundert, die jedoch im Jahr 1800 umgebaut wurde und sich durch die Kanzel im Spätbarockstil und die wunderschöne Statue von San Concesso auszeichnet. Ihr Glockenturm hat eine Höhe von 35 Meter.[4]
- Der Tornielli-Palast.

## Weinbau
In Cartosio werden Reben für den Dolcetto d’Acqui, einen Rotwein mit DOC-Status angebaut. Die Beeren der Rebsorten Spätburgunder und/oder Chardonnay dürfen zum Schaumwein Alta Langa verarbeitet werden.

## Persönlichkeiten
- Pietro Pintor (* 20. Mai 1880 in Cagliari; † 7. Dezember 1940 in Cartosio verunglückt), war ein General des Königlich-Italienischen Heeres.